# Chloraea chrysantha
Chloraea chrysantha es una especie de orquídea de hábito terrestre originaria de la zona subtropical costera occidental de Sudamérica.

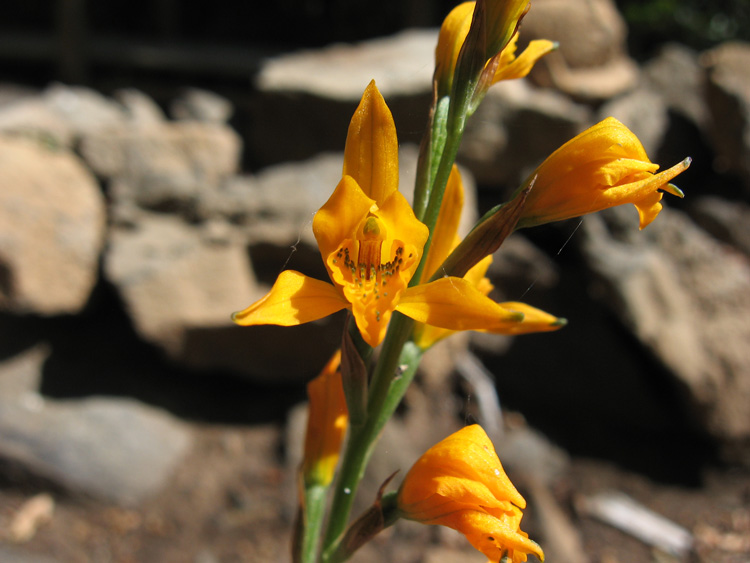
Flores

## Descripción
Es una orquídea de tamaño medio que prefiere el clima fresco al frío. Tiene hábito terrestre. Florece en la primavera en una inflorescencia erecta con varias flores.

## Distribución
Se encuentra en el centro de Perú en  alturas de 400 a 2000 metros. En Chile habita desde la V Región de Valparaíso hasta la VII Región del Maule. 

## Taxonomía
Chloraea chrysantha fue descrita por Eduard Friedrich Poeppig y publicado en Fragmentum Synopseos Plantarum Phanerogamum 15. 1833.
Etimología
Ver: Chloraea
chrysantha: epíteto latino compuesta que significa "con flor dorada".
Sinonimia
- Asarca chrysantha (Poepp.) Kuntze, Revis. Gen. Pl. 2: 652 (1891).
- Asarca speciosa Lindl., Quart. J. Roy. Inst. Gr. Brit., n.s., 1: 52 (1827).
- Asarca aurantiaca Lindl., J. Bot. (Hooker) 1: 4 (1834).
- Chloraea aurantiaca (Lindl.) Lindl., Gen. Sp. Orchid. Pl.: 403 (1840).
- Chloraea pavonii Lindl., Gen. Sp. Orchid. Pl.: 404 (1840).
- Chloraea crocata Phil., Linnaea 29: 51 (1858).
- Asarca crocata (Phil.) Kuntze, Revis. Gen. Pl. 2: 652 (1891).
- Chloraea aurantiaca var. crocata (Phil.) Reiche, Anales Mus. Nac. Santiago de Chile 18: 53 (1910).[3]